# تصفيات كأس آسيا للسيدات
تصفيات كأس آسيا للسيدات- هي مسابقة كرة قدم دولية تقام كل أربع سنوات للسيدات، ينظمها الاتحاد الآسيوي لكرة القدم (AFC)، بوصفه الهيئة الحاكمة للرياضة في آسيا، لتحديد المشاركات في كأس آسيا للسيدات. أقيمت المسابقة منذ عام 1975م. وما بين عامي 2006م و2010م كانت البطولة تقام كل عامين، ومنذ عام 2010م أصبحت تقام كل أربع سنوات.

## تاريخ
من عام 1975م إلى عام 2003م لم تكن هناك بطولة تأهيلية للبطولة النهائية ،وكان يتم دعوة الفرق للمشاركة. وفي عام 2006م ، شهد الهيكل إصلاحًا كبيرًا، مع تقديم بطولة تأهيلية للبطولة النهائية، الأمر الذي يسمح لجميع الدول الأعضاء في الاتحاد الآسيوي لكرة القدم بالمشاركة. كما تم تغيير اسم البطولة إلى "كأس آسيا للسيدات".
منذ عام 2006م، شهدت بطولة التصفيات أيضًا تغييرات مختلفة في شكلها. ففي الشكل الحالي من البطولة يتأهل إجمالي اثنتي عشرة (12) فريقًا إلى البطولة النهائية، والتي تتوزع كالتالي: الدولة المضية، وأفضل ثلاثة فرق من النسخة السابقة، أما الفرق الثمانية المتبقية، فتتأهل من خلال بطولة التصفيات.  واعتبارًا من نسخة 2029م، سيتأهل إجمالي اثنتي عشرة فريقًا إلى البطولة النهائية والتي تضم الدولة المضيفة، وإحدى عشر فريقًا (11) يتأهلون عبر الجولة الثانية من بطولة التصفيات الجديدة المكونة من جولتين. 
| البطولة           | الوافدون الجدد                                               | عدد الفرق في التصفيات | عدد الفرق في البطولة النهائية |
| ----------------- | ------------------------------------------------------------ | --------------------- | ----------------------------- |
| 1975              | هونغ كونغ*, تايلاند, أستراليا, سنغافورة, نيوزيلندا و ماليزيا | –                     | 6                             |
| 1977              | جمهورية الصين*, إندونيسيا و اليابان                          | –                     | 6                             |
| 1980              | الهند* و أستراليا الغربية                                    | –                     | 6                             |
| 1981              | الفلبين                                                      | –                     | 8                             |
| 1983              | لا يوجد                                                      | –                     | 6                             |
| 1986              | الصين* و نيبال                                               | –                     | 7                             |
| 1989              | كوريا الشمالية                                               | –                     | 8                             |
| 1991              | كوريا الجنوبية                                               | –                     | 9                             |
| 1993              | ل ايوجد                                                      | –                     | 8                             |
| 1995              | كازاخستان و أوزبكستان                                        | –                     | 11                            |
| 1997              | غوام                                                         | –                     | 11                            |
| 1999              | هونغ كونغ (بوصفها منطقة إدارية خاصة تابعة للصين) و فيتنام    | –                     | 15                            |
| 2001              | لا يوجد                                                      | –                     | 14                            |
| 2003              | ميانمار                                                      | –                     | 14                            |
| 2006              | أستراليا (بوصها عضو في الاتحاد الآسيوي لكرة القدم)           | 12                    | 9                             |
| 2008              | لا يوجد                                                      | 10                    | 8                             |
| 2010              | لا يوجد                                                      | 12                    | 8                             |
| 2014 [الإنجليزية] | الأردن*                                                      | 16                    | 8                             |
| 2018              | لا يوجد                                                      | 19                    | 8                             |
| 2022              | إيران                                                        | 24                    | 12                            |

* – الدول المضيفة